# The Net Holding
The Net Holding là một công ty cổ phần được đồng sáng lập tại Beirut, Liban vào năm 1994 bởi Mourad Aoun.  Nó cung cấp dịch vụ chuyển phát nhanh, vận chuyển hàng hóa quốc tế như một nhóm hậu cần từ các văn phòng của mình ở Trung Đông.

## Hồ sơ công ty
The Net Holding bao gồm hai bộ phận: Bộ phận đầu tiên Net Express Holding bao gồm các hoạt động của Skynet Worldwide Express và TNT tại Lebanon cũng như một công ty con mới, Net Critical.  Bộ phận thứ hai, Net Logistics là một công ty giao nhận vận tải hàng hóa và hợp đồng bao gồm một số ngành công nghiệp ở sáu quốc gia ở Trung Đông: Lebanon, Syria, Jordan, Iraq, UAE và Thổ Nhĩ Kỳ.

## Lịch sử
Mourad Aoun, một doanh nhân người Lebanon đã bắt đầu The Net Holding vào năm 1994  với tư cách là đại diện của Skynet Worldwide Express.  Nó mở rộng thành một nhóm các công ty con và cũng bao gồm các mạng lưới đa quốc gia bao gồm ở Trung Đông.  Năm 1998, dòng dịch vụ mở rộng sang giao nhận hàng hóa dẫn đến việc thành lập năm 2002 của một công ty chuyên ngành mới có tên Net Logistics.  Tại Beirut, The Net Logistics đã tận dụng lợi thế của thương mại tự do cảng Beirut, và mở một nhà kho lớn trong khu vực vào năm 2007.  Năm sau 2008, Net Holding đã đồng ý đại diện cho TNT Express tại Lebanon và thành lập một công ty con có tên Net Manager cho các dịch vụ chuyên biệt trong tích hợp hệ thống.  Sau đó, công ty đã tiếp cận các thị trường ở Jordan, Iraq và Syria vào năm 2011   Hiện tại nhóm bao gồm hơn 19 công ty hoạt động trong khu vực và ở nước ngoài.  Năm 2015, Net Critical được thành lập để cung cấp các dịch vụ quan trọng về thời gian trong các thử nghiệm lâm sàng và hậu cần AOG.